# Dorsum Niggli
Der Dorsum Niggli ist ein Dorsum auf dem Erdmond. Er wurde 1976 nach dem schweizerischen Geowissenschaftler Paul Niggli benannt. Sein Name wurde von der Internationalen Astronomischen Union an deren Jahresversammlung in Grenoble genehmigt. Die mittleren Koordinaten des Dorsum Niggli sind 29° N / 52° W. Er ist ungefähr 50 km lang.